# Langenfeld (Rheinland)
Langenfeld (Rheinland) è una città di 59 223 abitanti del Renania Settentrionale-Vestfalia, in Germania.
Appartiene al circondario (Kreis) di Mettmann (targa ME).
Langenfeld si fregia del titolo di "Media città di circondario" (Mittlere kreisangehörige Stadt).

## Geografia fisica
La città media si trova nel nord-ovest della regione storica della Renania, nel distretto governativo di Düsseldorf, tra le città di Düsseldorf a a nord-ovest e Leverkusen a sud. Altre città vicine includono Hilden a nord, Monheim am Rhein a ovest e Solingen e Leichlingen a est. La parrocchia cattolica di Langenfeld appartiene invece all'arcidiocesi di Colonia.

## Storia

### Prima menzione e significato del nome
La città venne menzionata per la prima volta come "Langevelt" in un documento del 1396. Il termine "das lange Feldt" (il campo lungo) si trova poi nelle mappe del XVII e XVIII secolo e apparentemente si riferiva originariamente all'intera area di insediamento rurale tra Monheim e Bergisches Land. Successivamente il termine "Langenfeld" fu applicato alla città che, nonostante la sua antica storia di insediamenti, ottenne il titolo di città solo nel 1948.

### Sviluppo storico fino al titolo di città
Nel 1363 la contea di Berg fu divisa in comunità amministrative, che venivano chiamate Ämter al plurale e Amt al singolare; Richrath e Reusrath appartenevano all'Amt di Monheim. Nel 1666 Richrath ricevette una forma di "signoria" indipendente con propria giurisdizione, diritti di caccia, diritti fiscali e di utilizzo. Con la riforma amministrativa francese del 1808 Richrath divenne municipalità e fu unito per la prima volta a Reusrath. Dal 1814 al 1850 Richrath, Reusrath e Monheim formarono la comunità congiunta Richrath-Monheim. Successivamente si applicò il codice municipale prussiano, che ribattezzò Richrath e Reusrath come singoli comuni nel "Bürgermeisterei Richrath" (Sindaco di Richrath), mentre Monheim divenne un comune autonomo. Dal 1910 era in vigore il nome "Gemeinde Richrath-Reusrath", sostituito nel 1936 dal nome ufficiale "Comune di Langenfeld (Rheinl.)". Lo stemma fu assegnato nel 1939, il nome "città" fu aggiunto solo nel 1948. Le due riorganizzazioni comunali del 1929 e del 1975 superarono Langenfeld quasi senza conseguenze.

## Monumenti e luoghi d'interesse

### Erlöserkirche (Chiesa del Redentore)

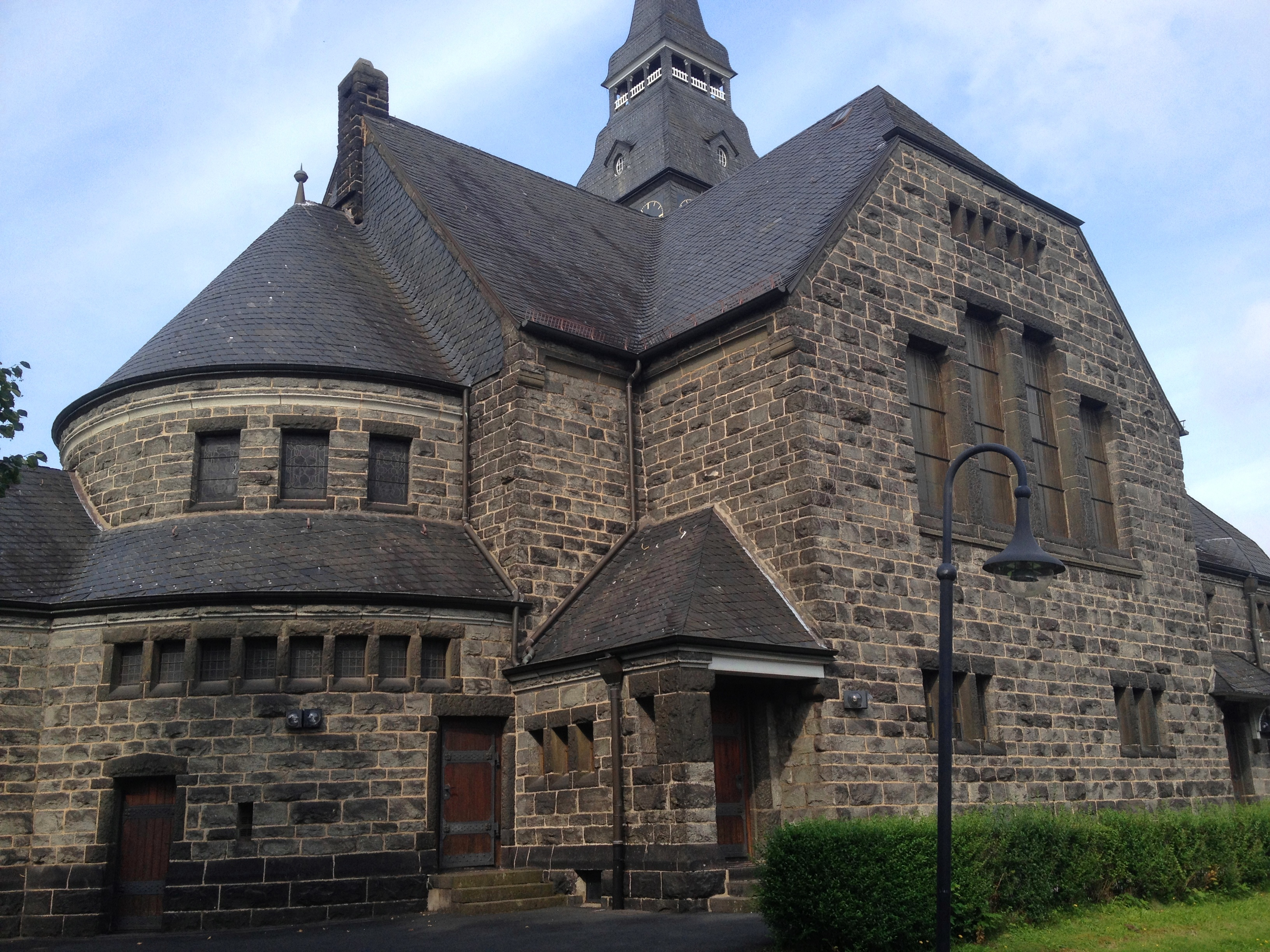
Chiesa protestante del Redentore

La chiesa del Redentore è la più grande chiesa protestante  di Langenfeld; I blocchi di pietra naturale grigia la fanno sembrare "un forte castello". L'alba e il progresso dell'era tecnica furono la ragione della sua costruzione. Nel 1902 l'architetto Arno Eugen Fritsche, che si distinse particolarmente nel campo dell'edilizia ecclesiastica protestante, presentò i primi progetti per l'edificio della chiesa. La prima pietra fu posta il 28 giugno 1908. La chiesa fu inaugurata il 28 novembre 1909.

### Castello con fossato "Haus Graven"
Gli inizi del castello con fossato Haus Graven risalgono probabilmente al XIII secolo. Oggi l'Haus Graven è un edificio in pietra di cava a forma di U circondato su tre lati da ampi fossati. L'edificio si trova al centro del cortile esterno, costruito nel XVII secolo, che presenta torri quadrate con tetti piramidali sporgenti agli angoli. L'oggetto è iscritto nell'elenco dei monumenti della città di Langefeld.

### Torre della chiesa di San Martino
La torre della chiesa di San Martino, alta 22 metri, costruita con pietre di cava di carbone e blocchi di tufo, è l'edificio più antico di Langenfeld. A quanto pare risale alla seconda metà del XII secolo. In realtà la chiesa originaria è probabilmente molto più antica. I reperti degli scavi suggeriscono che la prima chiesa in pietra fu costruita all'inizio del X secolo.

## Amministrazione

### Sindaci dal 1948
Dopo aver ottenuto il titolo di città, Langenfeld ha avuto i seguenti sindaci:
| Periodo | Periodo   | Primo cittadino   | Partito | Carica  | Note                                                        |
| ------- | --------- | ----------------- | ------- | ------- | ----------------------------------------------------------- |
| 1948    | 1953      | Karl Aschenbroich | CDU     | Sindaco | Fu anche sindaco del comune di Langenfeld dal 1946 al 1948. |
| 1953    | 1961      | Anton Schmitz     | CDU     | Sindaco |                                                             |
| 1961    | 1989      | Hans Litterscheid | CDU     | Sindaco |                                                             |
| 1989    | 1994      | Friedhelm Görgens | CDU     | Sindaco |                                                             |
| 1994    | 2009      | Magnus Staehler   | CDU     | Sindaco |                                                             |
| 2009    | in carica | Frank Schneider   | CDU     | Sindaco |                                                             |

### Gemellaggi
Langenfeld è gemellata con:
- Senlis, dal 1969
- Gostynin, dal 1998
- Ennis, dal 2013
- Montale, dal 2013[8]

Langenfeld intrattiene "rapporti di amicizia" (Städtefreundschaft) con:
- Köthen, dal 1990
- Kiryat Bialik, dal 1991